# Polish International 1985
Die Polish International 1985 fanden vom 20. bis zum 22. November 1985 in Warschau statt. Es war die 11. Auflage dieser internationalen Meisterschaften von Polen im Badminton.

## Finalresultate
| Disziplin    | Sieger                    | Finalist                  | Ergebnis           |
| ------------ | ------------------------- | ------------------------- | ------------------ |
| Herreneinzel | Zheng Zhijun              | Jan Paulsen               | 15–7, 15–3         |
| Dameneinzel  | Luo Yun                   | Shang Fumei               | 3–11, 11–4, 11–4   |
| Herrendoppel | Wang Pengren Shu Yiong    | Jan Paulsen Lars Petersen | 12–15, 15–11, 15–7 |
| Damendoppel  | Shi Fangjing Sun Xiaoqing | Luo Yun Shang Fumei       | 15–3, 10–15, 15–7  |
| Mixed        | Wang Pengren Shi Fangjing | Shu Yiong Sun Xiaoqing    | 15–7, 15–6         |